# CSG Standard
A CSG Standard önkéntes karbonpiaci tanúsítási szabvány, amely a CSG Standard karbonkreditek kibocsátásához szükséges alapelveket, folyamatokat és szabályokat tartalmazza. A CSG Standard célja kisléptékű klímavédelmi projektek pénzügyi támogatása, lehetővé téve az önkéntes karbonpiaci szereplők számára, hogy helyi kezdeményezéseket támogassanak karbonkreditek megvásárlásával.

## Az önkéntes karbonpiaci tanúsítási szabványok
Az önkéntes karbonpiaci tanúsítási szabványok vagy más néven karbon ellentételezési sémák határozzák meg egy klímavédelmi projekt által elért üvegházgáz kibocsátási egységek (karbonkreditek) érvényesítésének, mérésének nyomon követésének és ellenőrzésének szabályait. A világon több ilyen szabvány is létezik. A világon jelenleg alkalmazott önkéntes karbonpiaci tanúsítási szabványok (pl: Verified Carbon Standard, Gold Standard, Social Carbon, VER+, The Voluntary Offset Standard) alatt futó projektnek három addicionalitási kritériumnak kell megfelelnie:
- Jogi addicionalitás: kimondja, hogy az adott projektnek nem a jogszabályoknak való megfelelés céljából kell megvalósulnia, de meg kell felelnie minden releváns  szabványnak és jogszabálynak
- Környezeti addicionalitás: az adott projekt nem járhat nagy mértékű negatív környezeti hatásokkal;
- Pénzügyi addicionalitás: a projekt csak akkor valósulhat meg, ha a karbonkreditek értékesítéséből származó bevételek nélkül a projekt nem tudna létrejönni.[1]

## Alapelvei
- Fenntarthatóság: A projekt járuljon hozzá a fenntartható fejlődéshez: a projekttulajdonosok bizonyítsák, hogy a projektjük pozitív társadalmi és gazdasági hatásokkal bír, illetve javítja a területen élők életkörülményeit.
- Teljesség: a projekt vegyen figyelembe minden releváns ÜHG-kibocsátás-változást és ÜHG-megkötést. A projekt feleljen meg a hatályos hazai, illetve nemzetközi jogszabályoknak, amiről a projektfejlesztő nyilatkozni köteles. A projekt feleljen meg jelen Standard minden feltételének.
- Hitelesség: az üvegházhatást okozó gázok kibocsátásának csökkentését, illetve a szén-dioxid-megkötést mérni, továbbá egy független szervezettel hitelesíttetni kell a teljes elszámolási időszak alatt.
- Átláthatóság:  projektek által vállaltak teljesítése, illetve ennek menete legyen folyamatosan nyomon követhető, beszámolókban rögzített és független szervezet által hitelesített az elszámolási időszak teljes tartama alatt.
- Párbeszéd:a projektfejlesztők kötelesek minden közvetlenül érdekelt fél véleményét meghallgatni és figyelembe venni a projekt megvalósítása folyamán. A projektfejlesztők kötelesek gondoskodni a közvetlenül érdekelt felek tájékoztatásáról a projekttel kapcsolatban, és lehetővé tenni számukra a folyamatos visszajelzés lehetőségét.
- Helyi támogatás: A CSG Standard célja a helyi projektek támogatása, amelyek karbonkrediteket állítanak elő a helyi lakosság és cégek számára. Ezt fontos alapelvként kell figyelembe venni minden egyes projekt elbírálása során.

## Folyamata
A klímavédelmi projekt típusától függően vagy egy meglévő módszertan alapján, vagy egy új kifejlesztése után készül a projektterv dokumentáció (angol rövidítés: PDD), ami a külső szakértőkből álló Műszaki Tanácsadó Testület (MTT) elé kerül elfogadásra. A projektterv dokumentáció részletesen bemutatja többek között az adott projekt műszaki és üzleti tervét, az alkalmazott módszertant, monitoring eljárásokat és a projekt várható környezeti hatásait.
A harmadik fél általi hitelesítést követően kerülhet sor a karbonkredit kibocsátásra a carbonregistry.com regiszterben, amely a különböző karbonkredit tranzakciók ügyintézésére szolgáló online nyilvántartási rendszer. Az értékesített karbonkrediteket a vásárlók saját kibocsátásaik ellentételezésére használhatják, amely ekkor „nyugdíjaztatásra” kerül, azaz a forgalomból kivonásra kerül.